# Moinho de Vento da Agonia
O Moinho de Vento da Agonia, igualmente conhecido como Moinho de Vento da Carrasqueira, é um edifício histórico na freguesia de freguesia de São Luís, no Município de Odemira, na região do Alentejo, em Portugal.

## Descrição e história
O imóvel está situado nas imediações da povoação da Carrasqueira, perto de uma antiga escola primária. Consiste num antigo moinho de vento, que seguia o modelo tradicional de um moinho de torre da região do Mediterrâneo, com uma torre fixa e um capelo giratório. O conjunto do moinho era originalmente composto pelo edifício em si, um anexo e uma casa. O moinho é de planta circular, com um capelo cónico, e segue a arquitectura vernacular da região. Insere-se na área protegida do Parque Natural do Sudoeste Alentejano e Costa Vicentina e do Sítio de Interesse Comunitário Costa Sudoeste, no âmbito do Plano Sectorial da Rede Natura 2000.
O moinho foi provavelmente construído em 1864. Posteriormente foi alvo de obras de recuperação e conversão a uma unidade de alojamento, funcionando como turismo de habitação

## Leitura recomendada
- QUARESMA, António Martins (2009). Cerealicultura e farinação no Concelho de Odemira: Da Baixa Idade Média à época contemporânea. Odemira: Câmara Municipal de Odemira. 124 páginas. ISBN 978-989-8263-02-5
- TENDEIRO, Gonçalves Ana (2009). Os moinhos do Concelho de Odemira no século XXI. Odemira: Câmara Municipal de Odemira